# 焦万娜·迪亚曼特
焦万娜·托马尼克·迪亚曼特（葡萄牙語：Giovanna Tomanik Diamante，1997年6月26日—）生于圣保罗，是一名巴西女子游泳运动员，主攻蝶泳。她在两岁时被父亲带到游泳池边，开始接触游泳，后来她参加游泳课程，进入Paineiras俱乐部，开始正式的运动生涯。2014年，她在南京青奥会上获得混合4×100公尺自由泳接力小项的银牌。迪亚曼特是巴西空军部队的成员，截至2019年时军衔为中士。